# Secció de bàsquet del Sport Lisboa e Benfica
El Sport Lisboa e Benfica de basquetbol és la secció de bàsquet del Benfica.

## Palmarès
- Lliga portuguesa de basquetbol: 25
  - 1939/40, 1945/46, 1946/47, 1960/61, 1961/62, 1962/63, 1963/64, 1964/65, 1969/70, 1974/75, 1984/85, 1985/86, 1986/87, 1988/89, 1989/90, 1990/91, 1991/92, 1992/93, 1993/94, 1994/95, 2008/09, 2009/10, 2011/12, 2012/13, 2013/2014
- Copa portuguesa de basquetbol: 19
  - 1945/46, 1946/47, 1960/61, 1963/64, 1964/65, 1965/66, 1967/68, 1968/69, 1969/70, 1971/72, 1972/73, 1973/74, 1980/81, 1991/92, 1992/93, 1993/94, 1994/95, 1995/96, 2013/2014
- Supercopa portuguesa de basquetbol: 11
  - 1984, 1989, 1991, 1994, 1995, 1996, 1998, 2009, 2010, 2012, 2013
- Copa de la Lliga portuguesa de basquetbol / Copa Hugo dos Santos: 9
  - 1989/90, 1990/91, 1992/93, 1993/94, 1994/95, 1995/96, 2010/11, 2012/2013, 2013/2014
- Trofeu António Pratas: 4
  - 2007/08, 2008/09, 2011/12, 2012/13